# Rubén Leñero Ruiz
Rubén Leñero Ruiz (Guarachita, Michoacán, 23 de noviembre de 1902 - 1942) fue un médico y poeta mexicano. Proyectó la idea del Hospital de la Cruz Verde, el cual hoy lleva su nombre.

## Semblanza
En 1919, fue socio fundador de la Agrupación Revolucionaria de Jalisco. Fue miembro destacado del grupo de estudiantes estéticos "Ariel". Este grupo fue creado paralelo al "Ateneo de la Juventud" que dirigió José Vasconcelos (1919-1921).
A los 22 años de edad escribió su libro de poesía "Orquídeas", cuyos poemas comentaría años después en tertulias con Renato Leduc.
En algunos de esos poemas rememora a su natal Michoacán, como en "A Morelia": "tus casas, tus jardines sombreados y tus fuentes conservan el amable misterio de otra edad"; "Alma pueblerina": "El pueblo está de fiesta. Adornan sus callejas faroles japoneses en franca profusión"; "A la tzararacua": ""Semejas, al nacer de las auroras, la lengua de un gigante primitivo iracundo y sediento a todas horas".
Fue médico de cabecera del presidente Lázaro Cárdenas (también michoacano), de quien fue secretario el hermano de Rubén, Agustín Leñero Ruiz. Fue director del Hospital Civil Miguel Silva de Morelia, en 1930. Su afán por reglamentar la producción, transporte, depósito y venta de leche lo hizo enfrentarse al líder de los lecheros de México, Fidel Velázquez.
En 1935 asumió la jefatura de Servicios Médicos del Distrito Federal. En ese puesto reorganizó el Puesto Central. En 1938 asumió la dirección del Hospital Juárez, donde comenzó a suprimir las prácticas corruptas, mas sus enemigos lograron su destitución. En 1940, fue uno de los médicos encargados de atender a León Trotsky (junto con el doctor Mass Patiño), cuando éste sufrió el atentado que segó su vida. En esa ocasión, ayudó al periodista Raúl Téllez a hacer el famoso reportaje sobre la muerte de Trotsky. Para ello, el periodista se hizo pasar por enfermo, a fin de entrar al Puesto de Socorros en una ambulancia, y ahí el doctor Rubén Leñero le facilitó ropa de médico.
En 1941 salvó de una fiebre palúdica al general Lázaro Cárdenas.
En 1942, a los 39 años de edad, murió en forma heroica, al atender a un indigente que lo contagió de tifus y al que otros galenos se negaban a atender. Tras de su muerte, se puso su nombre a un hospital público que él había proyectado erigir. Junto a su busto se encuentra el lema: "Por mi vida responderá la Cruz Verde".
Realizó diversos trabajos científicos: 
- modificación de la técnica de Bassini (véase Edoardo Bassini) para la cura radical de la hernia inguinal;
- transfusión e inmunotransfusión en traumatología
- centro de transfusión de sangre
- transfusión de sangre de cadáver a vivo
- un año de transfusiones sanguíneas en el Puesto Central de Socorro[cita requerida]

Fundó la Revista de Traumatología de la Cruz Verde.[cita requerida]
Entre sus alumnos se encuentra el doctor Enrique Sahagún Cortés.[cita requerida]
En 1936 le extirpa un tumor de cabellos humanos a una niña de ocho años, tumor considerado como el más grande del mundo.[cita requerida]
En 1937, realizó una cirugía de reasignación de sexo a Juana Bonilla/Juan Bonilla.[cita requerida]
En el Puesto Central de Socorro, llegaron seis niños heridos de bala por su propio padre, y él salvó a dos.[cita requerida]
En compañía del doctor Rafael Méndez, intervino a un individuo con una puñalada en el corazón y sobrevivió.[cita requerida]
Salvó al hijo fetal de una mujer embarazada asesinada por su marido.[cita requerida]